# Alena (Aztekoraphidia) infundibulata
Alena (Aztekoraphidia) infundibulata is een kameelhalsvliegensoort uit de familie van de Raphidiidae. De soort komt voor in Mexico.
Alena (Aztekoraphidia) infundibulata werd voor het eerst wetenschappelijk beschreven door U. Aspöck et al. in 1994.